# Thea Hauschild

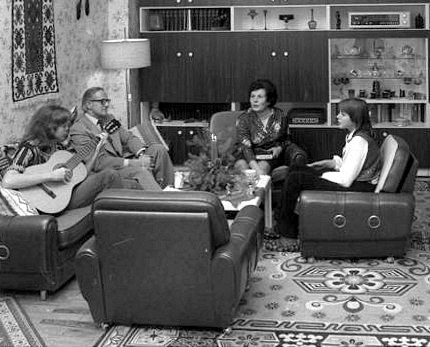
Thea Hauschild Anfang der 1980er Jahre im Kreise ihrer Familie

Thea Hauschild (* 3. Dezember 1932 in Weißenfels; † 22. März 2001 in Berlin) war eine SED-Politikerin, Volkskammerabgeordnete und Oberbürgermeisterin von Dessau.

## Leben und Wirken

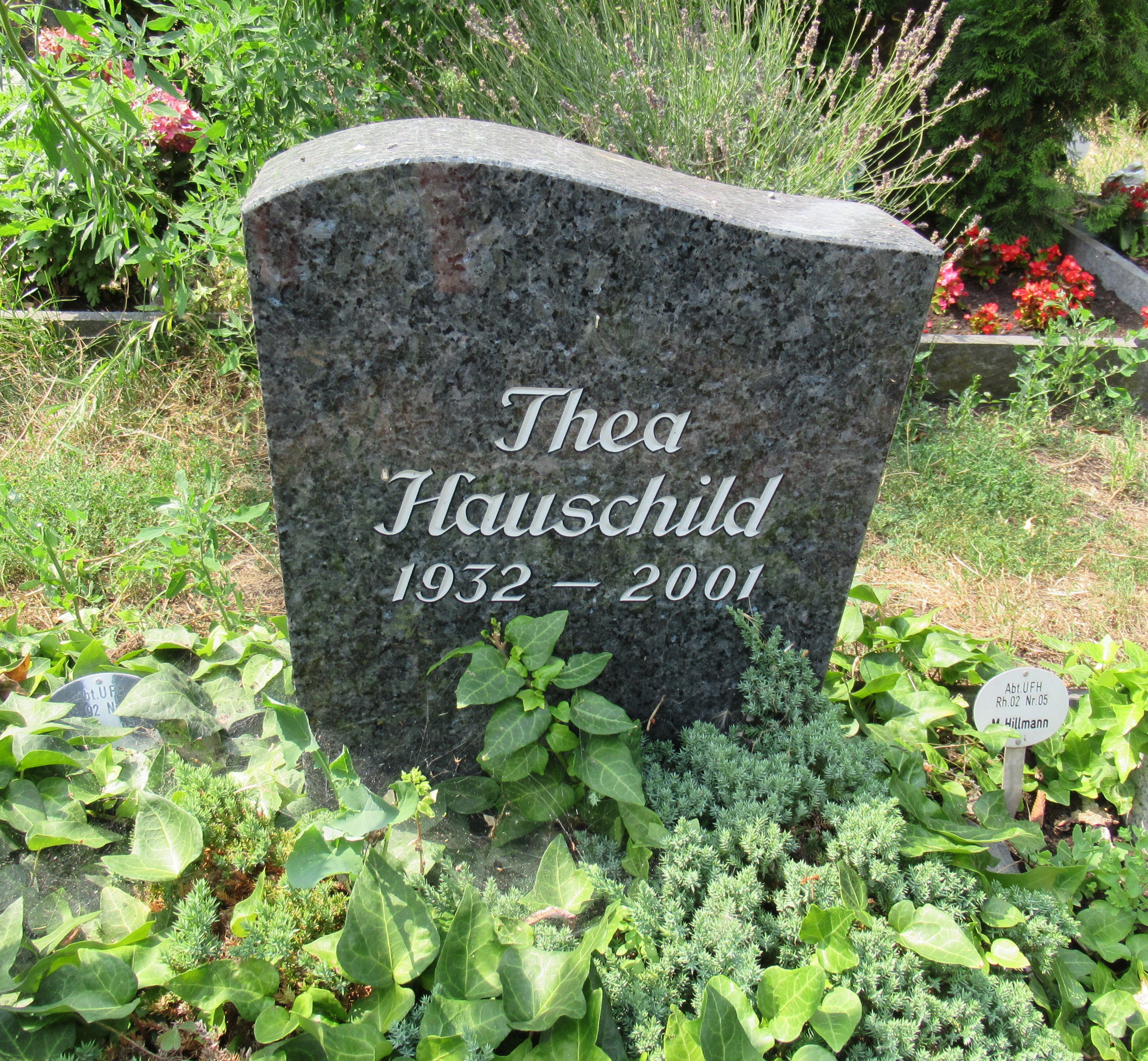
Thea Hauschilds Grabstein auf dem Friedhof Stralau

Die Tochter einer Arbeiterfamilie begann nach dem Besuch der Volksschule 1948 als Gehilfin im VEB Schuhfabrik „Banner des Friedens“ Weißenfels. Ab 1950 war sie dort als Anlernstepperin tätig.
Von 1950 bis 1953 erwarb sie die Hochschulreife an der Arbeiter-und-Bauern-Fakultät in Halle und studierte danach bis 1957 an der Hochschule für Ökonomie Berlin, an der sie den Abschluss als Diplomwirtschaftlerin erwarb. 1954 wurde Thea Hauschild Mitglied der Sozialistischen Einheitspartei Deutschlands (SED). 1957 wurde sie Stellvertreterin des Vorsitzenden des Rates des Kreises und Vorsitzende der Kreisplankommission beim Rat des Kreises Weißenfels. 1962 wechselte sie als Leiterin der Unterabteilung Koordinierung zum Rat des Bezirkes Halle.
Als Nachfolgerin von Helmut Klapproth wurde Thea Hauschild 1963, nach Lisa Krause und Maria Dank, dritte Oberbürgermeisterin in Dessau. 1969 wurde sie Mitglied der Bezirksleitung Halle der SED und 1971 Mitglied der Volkskammer der DDR.
Nach 21 Dienstjahren wurde Thea Hauschild nach längerer Krankheit aus gesundheitlichen Gründen 1984 als Oberbürgermeisterin durch Sylvia Retzke abgelöst. Sie blieb jedoch noch bis zum Ende der 8. Wahlperiode 1986 Mitglied der Volkskammer. Hauschild zog nach Berlin, wo sie 2001 verstarb.
Thea Hauschild war mit dem Richter Werner Hauschild verheiratet und hatte einen Sohn und zwei Töchter.

## Auszeichnungen
- 1973 Vaterländischer Verdienstorden in Bronze
- Verdienstmedaille der DDR
- Verdienter Aktivist